# H.W. Harbou
Frederik Hans Walter Harbou (født 17. april 1853 i Altona, død 31. december 1918 i København) var en dansk officer og militærhistoriker, bror til Charlotte Norrie, Dagmar Hjort og Alvilda Harbou Hoff og far til Niels Harbou.
Hans forældre var major, senere generalmajor Johannes Harbou og Louise U.M. Hellesen. Han blev student 1870 fra Schneekloths Skole, tog året efter filosofikum og gennemgik Hærens Officersskoles yngste, næstældste og ældste (stabs-)klasse 1873-78. Harbou blev sekondløjtnant 1874, premierløjtnant 1876, kaptajn 1885, oberstløjtnant 1898 og oberst 1906. 1880-83 var han adjudant ved 1. Generalkommando, 1897-98 souschef ved samme, til tjeneste i Krigsministeriet 1898-1900, blev stabschef ved 1. Generalkommando 1901-06, chef for 2. regiment og kommandant på Kronborg 1906-11, chef for 12. regiment 1911-16 indtil han afskedigedes på grund af alder. 1914-18 indgik han i Sikringsstyrken som frontkommandør på Københavns vestfront.
Harbou fik sæde i en række kommissioner og var på mange tjenesterejser til udlandet. Han var meget videbegærlig og fagligt interesseret og har særlig haft betydning som militær- og personalhistoriker. Især bør fremhæves hans afhandling "Om Personregistre" (i Personalhistorisk Tidsskrift, 1918, s. 1-22). Fra 1890 til sin død var han bestyrelsesmedlem i Samfundet for dansk-norsk Genealogi og Personalhistorie, 1890–94 redaktør af Personalhistorisk Tidsskrift, endvidere medarbejder ved C.F. Brickas Dansk biografisk Lexikon og ved generalstabens historiske arbejder (bl.a. om Den Store Nordiske Krig). Fra 1906 til sin død var Harbou en respekteret formand for Frederiksborg Amts historiske Selskab.
Han blev Ridder af Dannebrog 1894, Dannebrogsmand 1899, Kommandør af 2. grad 1905 og af 1. grad 1916. Han bar også mange udenlandske ordener.
Gift 1. gang 18. maj 1887 på Frederiksberg med Sophie Cathrine Vilhelmine Marie Dahlerup (6. oktober 1854 på Frederiksberg – 20. oktober 1890 sst.), datter af kontorchef i Københavns Magistrat, justitsråd Henrik Levetzau Dahlerup (1805-1883) og Vilhelmine Beck (1817-1893). Gift 2. gang 16. februar 1892 i Garnisons Kirke med Ludovica Gandil (30. december 1857 i København – 10. maj 1941 på Frederiksberg), datter af premierløjtnant, senere oberst Johan Christian Gandil (1827-1884) og Elisabeth Christine Ingerslev (1831-1906).
Harbou er begravet på Frederiksberg Ældre Kirkegård.
Der findes et portrætmaleri i pastel og fotografier af Sophus Juncker-Jensen og Julie Laurberg.